# Andrew Shields
Andrew James Shields ist ein britischer Physiker. Er arbeitet in den Forschungslaboratorien von Toshiba Europe.
Shields erhielt 1985 seinen Abschluss in Physik am Imperial College London und wurde dort 1990 promoviert. Er leitet die Quanteninformationsgruppe bei Toshiba Research Europe. 2012 war er Assistant Managing Director.
2005 entwickelte er mit Kollegen bei Toshiba einen Detektor für einzelne Photonen, basierend auf einem Quantenpunkt in einer Tunneldiode. Er entwickelte mit Kollegen auch die ersten spannungsgesteuerten Quellen für einzelne Photonen in Leuchtdioden mit Quantenpunkten.
Shields entwickelte bei Toshiba in Zusammenarbeit mit dem Cavendish Laboratory in Cambridge die Entangled light emitting diode, eine LED-Quelle für verschränkte Photonenpaare, die elektrisch steuerbar sind über einen Quantenpunkt.
2012 gelang es seiner Gruppe bei Toshiba den herkömmlichen Strom von Datensignalen und die für die Quantenkryptographie nötigen Photonen (die im Vergleich zum Datenstrom ein sehr schwaches Signal darstellten) auf denselben konventionellen Glasfaserleitungen zu übertragen. Dies gelang mit einem Detektor für einzelne Photonen, der nur eine sehr kurze Zeitspanne empfangsbereit war (zum erwarteten Eintreffzeitpunkt des Photosignals).
2013 erhielt er die Mott-Medaille für Forschung in Halbleitern, Glasfaseroptik und Quanteninformationstheorie, 2022 die Katharine Burr Blodgett Medal.